# Аня из Шумящих Тополей
«Аня из Шумящих Тополей» — роман канадской писательницы Люси Мод Монтгомери, впервые опубликованный в 1936 году. Продолжение романа «Аня с острова Принца Эдуарда». Охватывает период жизни Ани Ширли с 22 до 25 лет.

## Сюжет
Гилберту Блайту нужно ещё три года доучиваться на медицинском отделении университета, и его невеста Аня Ширли на это время устраивается работать директрисой средней школы в городке Саммерсайд. Она снимает комнату в Шумящих Тополях — старинном доме, окутанном ореолом романтичности. Владелицы Шумящих Тополей (две вдовы и служанка) очень любят Аню, но против девушки ополчается влиятельное семейство Принглей — элита Саммерсайда, обозлившись на то, что должность директора школы досталась не кому-то из них. Все школьники-Прингли строят козни новой директрисе, а по приказу взрослых Принглей ей объявлен почти полный бойкот в светской жизни городка. У Ани начинается депрессия, и немногие её радости в Саммерсайде — письма Гилберта, Шумящие Тополя со своими обитательницами и дружба и уважение со стороны не-Принглей. Кроме всего прочего, Аня становится верной подругой и защитницей маленькой Элизабет Грейсон — мечтательной девочки из соседнего с Тополями дома, лишённой ласки и заботы в семье.
Вскоре по чистой случайности Ане удаётся одолеть Принглей: разыскивая материал для своей знакомой, пишущей историю Саммерсайда, она находит старый дневник одного из жителей Саммерсайда, содержащий явную клевету в адрес одного из покойных членов этого семейства. Сара и Эллен — старейшие Прингли — узнают об этом и решают, что дневник нужен Ане единственно для того, чтобы опозорить их семью. И они приезжают к недоумевающей Ане с обещанием, что ради сохранения в тайне содержания злосчастного дневника они готовы примириться с нею.
После налаживания отношений с Принглями жизнь Ани в Саммерсайде омрачают только насмешки и колкости со стороны её заместительницы в школе — Кэтрин Брук. Аня, желая подружиться с девушкой, приглашает её на Рождество в Зелёные Мезонины. Там Кэтрин, растроганная тёплым приёмом со стороны хозяев фермы, рассказывает Ане о своём тяжёлом детстве, которое оставило глубокую рану в душе Кэтрин. Аня уверяет её, что жизнь вовсе не так мрачна, как может порой показаться, и что далеко не все люди стремятся оскорбить или унизить Кэтрин. После этого разговора по душам Кэтрин принимает решение избавиться от своих комплексов, и её, похорошевшую и повеселевшую, вскоре никто в Саммерсайде не может узнать.
Наконец, в последний год своей жизни в Шумящих Тополях Аня устраивает счастье маленькой Элизабет, послав письмо её отцу, который не желал видеть свою дочку после того, как её мать умерла в родах. Мистер Грейсон, раскаявшись в своём поведении по отношению к Элизабет, приезжает в Саммерсайд и забирает девочку из мрачного, неуютного дома, от угрюмых, неприветлых прабабки и служанки.
Через некоторое время после отъезда Элизабет и сама Аня прощается с Саммерсайдом и отправляется в Авонлею, чтобы, наконец, выйти замуж за Гилберта.

## Основные персонажи
- Аня Ширли — молодая дружелюбная учительница, бакалавр гуманитарных наук. Немного гордая, очень целеустремлённая. По-прежнему мечтательна и любит сказки. Обладает даром убеждать людей. Никогда не теряет надежду найти в любом человеке «родственную душу». Помолвлена с Гилбертом Блайтом.
- Элизабет Грейсон —  восьмилетняя девочка, единственная отрада которой — мир фантазии. Мечтает найти своего отца. Очень страдает от жизни с придирчивыми, брюзгливыми и раздражительными старухами, взявшими её на воспитание.
- Джен Прингль — красивая креативная девочка, лидер среди учеников средней школы. Сначала всячески отравляла жизнь Ани, но после её примирения с Принглями стала образцовой ученицей, одной из лучших в классе.
- Кэтрин Брук — пережившая тяжёлое детство заместительница директора Саммерсайдской средней школы. Пессимистка. Не любит свою работу, поэтому постоянно раздражена и язвит как детям, так и коллегам.
- Ребекка Дью — служанка в Шумящих Тополях. Очень добра и отзывчива, но почти всегда спорит со своими хозяйками.
- Тётушка Кейт — одна из владелиц Шумящих Тополей. Вдова. Строгая, но справедливая.
- Тётушка Четти — одна из владелиц Шумящих Тополей. Вдова. Чувствительная и кроткая.
- Полина Гибсон — юная душой сорокапятилетняя женщина, терпеливо присматривающая за матерью, дряхлой старухой с ужасным характером.

## Экранизации
В 1987 году канадская кинокомпания «CBC Television» выпустила фильм «Аня из Зелёных Мезонинов: Продолжение» по мотивам «Ани из Авонлеи», «Ани с острова Принца Эдуарда» и «Ани из Шумящих Тополей».

## Интересные факты
Изначально Л. М. Монтгомери планировала издать книгу под названием «Аня из Шумящих Ив» (англ. Anne of Windy Willows), но в США издатели потребовали изменить это название, которое сочли чересчур схожим с названием сказки «Ветер в ивах». Так «Шумящие Ивы» в американских издательствах стали «Шумящими Тополями». Но в Великобритании, Австралии и Японии при публикации названия книги не изменяли, поэтому там роман до сих пор известен как «Аня из Шумящих Ив»
.

## Другие книги об Ане Ширли
| #                                | Книга                        | Дата опубликования | Возраст Ани Ширли |
| 1                                | Аня из Зелёных Мезонинов     | 1908               | 11—16             |
| 2                                | Аня из Авонлеи               | 1909               | 16—18             |
| 3                                | Аня с острова Принца Эдуарда | 1915               | 18—22             |
| 4                                | Аня из Шумящих Тополей       | 1936               | 22—25             |
| 5                                | Анин Дом Мечты               | 1917               | 25—27             |
| 6                                | Аня из Инглсайда             | 1939               | 34—40             |
| 7                                | Аня и Долина Радуг           | 1919               | 41                |
| 8                                | Рилла из Инглсайда           | 1921               | 49—53             |
|                                  |                              |                    |                   |
| Книги, в которых упоминается Аня |                              |                    |                   |
| #                                | Книга                        | Дата опубликования | Возраст Ани Ширли |
| —                                | Хроники Авонлеи              | 1912               | —                 |
| —                                | Дальнейшие хроники Авонлеи   | 1920               | —                 |
| —                                | Цитируя Блайтов              | 2009               | —                 |